# Liste der Biografien/Fril
Liste der Biografien |
Portal Biografien |
Personensuche
# |
A |
B |
C |
D |
E |
F |
G |
H |
I |
J |
K |
L |
M |
N |
O |
P |
Q |
R |
S |
T |
U |
V |
W |
X |
Y |
Z |
?
 
Fa |
Fe |
Ff |
Fh |
Fi |
Fj |
Fk |
Fl |
Fm |
Fn |
Fo |
Fr |
Ft |
Fu |
Fy
 
Fra |
Frc |
Fre |
Frg |
Fri |
Frk |
Frl |
Fro |
Fru |
Fry
 
Fria |
Frib |
Fric |
Frid |
Frie |
Frig |
Frih |
Frii |
Frij |
Frik |
Fril |
Frim |
Frin |
Frio |
Frip |
Frir |
Fris |
Frit |
Friv |
Friz
Die Liste der Biografien führt alle Personen auf, die in der deutschsprachigen Wikipedia einen Artikel haben. Dieses ist eine Teilliste mit 7 Einträgen von Personen, deren Namen mit den Buchstaben „Fril“ beginnt.

## Fril

### Frile
- Frilén, Bernt (1945–2019), schwedischer Orientierungsläufer
- Frilet, Théo (* 1987), französischer Schauspieler und Synchronsprecher

### Frili
- Friling, Hermann (1867–1940), deutscher Maler, Illustrator, Kunstgewerbler und Innenarchitekt

### Frill
- Frilles, Carleigh (* 2002), US-amerikanisch-philippinische Fußballspielerin
- Frilling, Christoph (* 1952), deutscher Philologe und Autor

### Frilo
- Frilot, Maurice (1940–2021), US-amerikanischer Boxer
- Friloux, Pierre (1947–2007), französischer Schauspieler, Regisseur und Multimediakünstler